# Cuisine de la Nouvelle-Zélande

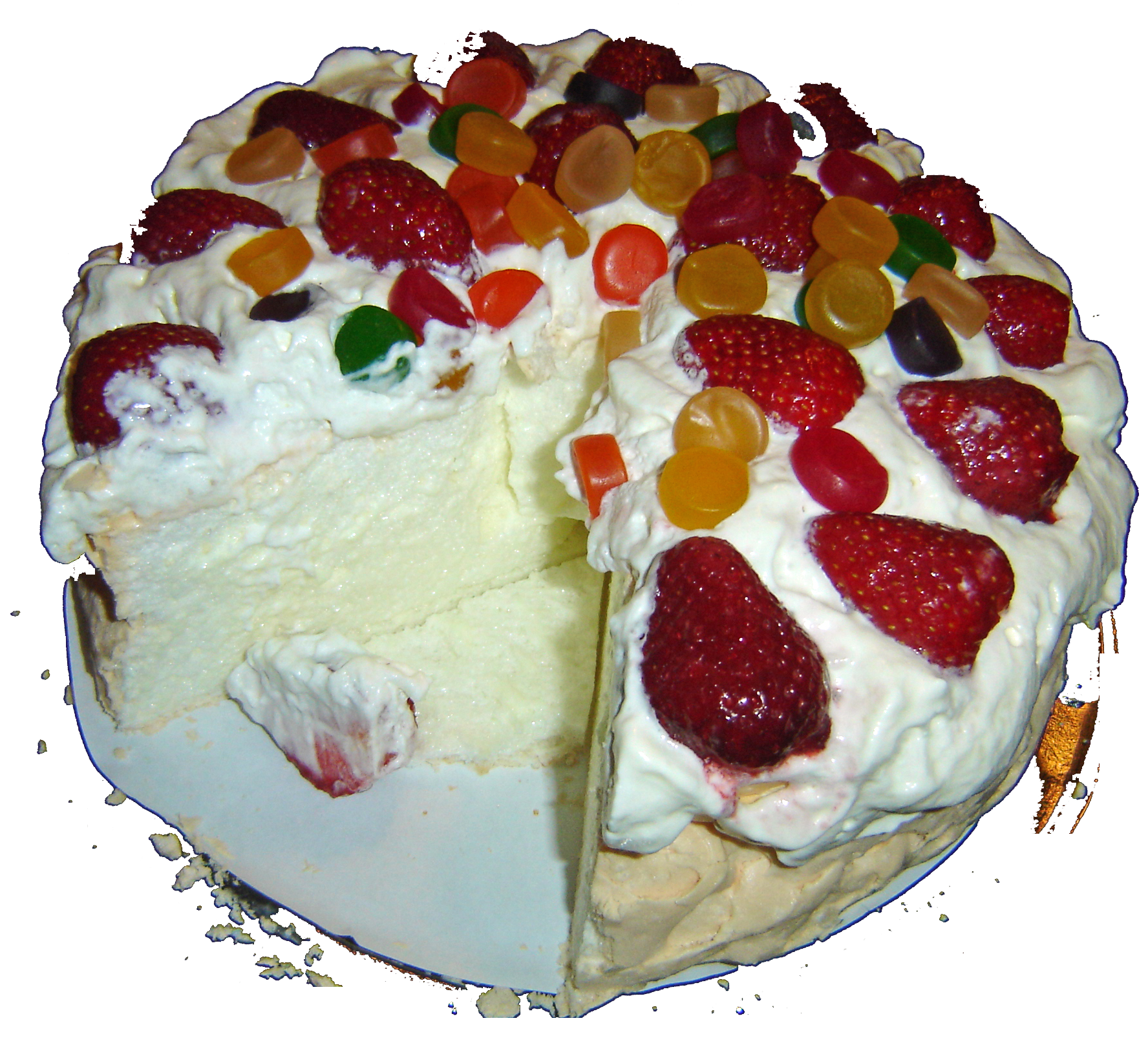
Un pavlova.

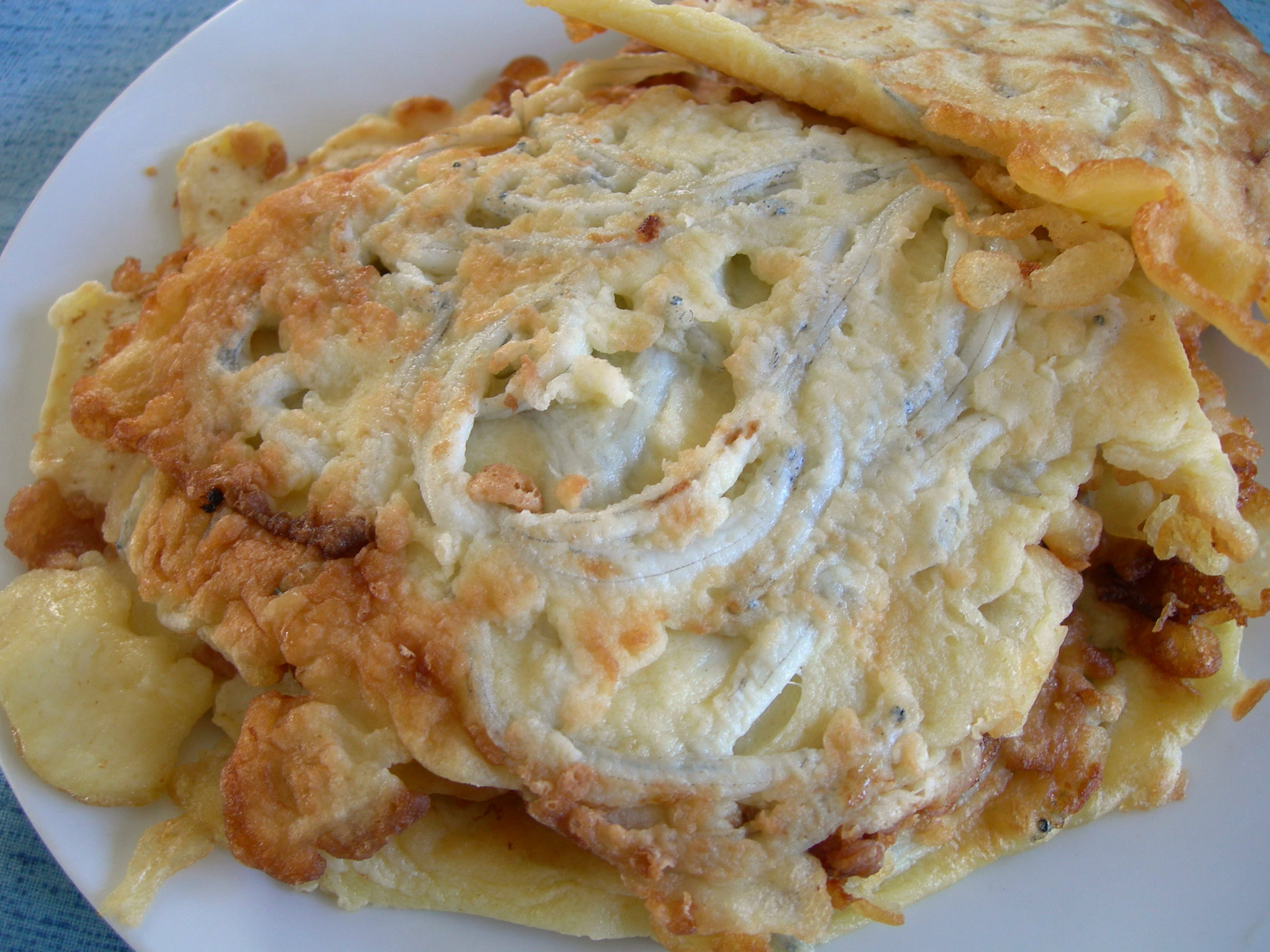
Whitebait.

La cuisine de la Nouvelle-Zélande (ou cuisine néo-zélandaise) désigne la cuisine traditionnelle de ce pays d'Océanie. Similaire à la cuisine australienne, elle reflète la diversité ethnique et culturelle du pays en mélangeant les influences maories et européennes.

## Cuisine maorie

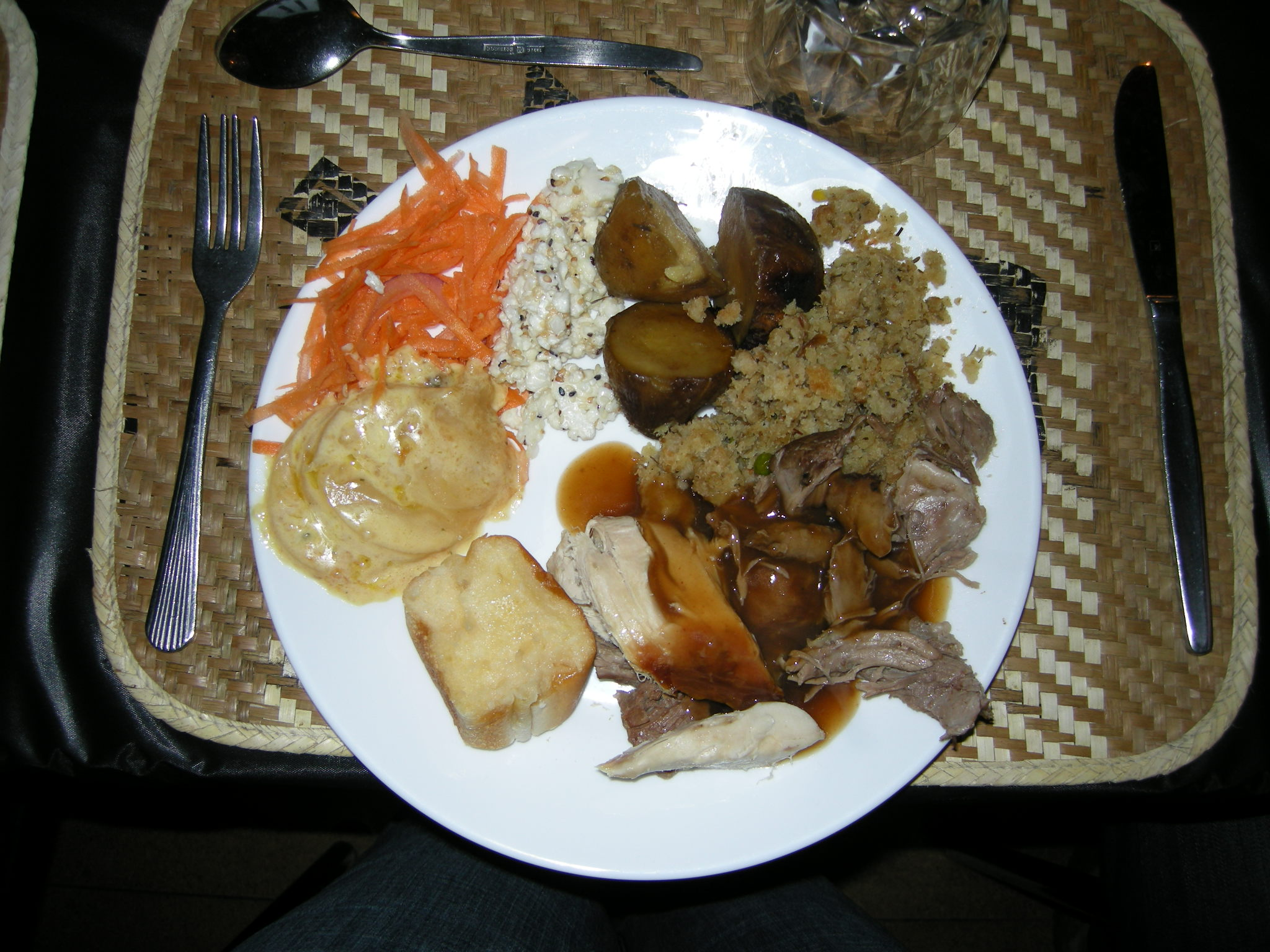
Hāngi.

La cuisine maorie pré-coloniale dérivait de celle de Polynésie tropicale, adaptée aux ingrédients présents dans le climat plus froid du pays. Parmi les ingrédients les plus importants, on trouve la kūmara (une espèce de patate douce), la racine de fougère, le taro, et plusieurs espèces d'oiseaux et poissons. Les Maoris cuisinaient dans les hāngi (fours de terre), grillaient ou faisaient bouillir ou cuire à la vapeur (ces deux derniers surtout dans les régions à activité géothermale en utilisant les sources). Ils préservaient les oiseaux et autres ingrédients de plusieurs manières. Les Maoris furent l'un des seuls peuples à ne pas connaître de boisson alcoolisée.
À la suite de la colonisation, les Maoris adoptèrent beaucoup d'éléments de la cuisine européenne, particulièrement les pommes de terre et le porc, ce second transformant l'économie agricole maorie. Beaucoup de sources de la cuisine traditionnelle devinrent rares au fur et à mesure que de nouveaux prédateurs furent introduits dans le pays, diminuant en particulier les populations d'oiseaux ; l'industrie forestière détruisit bonne partie des forêts pour le bois ou pour faire de la place pour l'agriculture. Les produits de la mer traditionnels, dont la toheroa et le whitebait, furent surpêchés.
Aujourd'hui, la cuisine maorie est un mélange des traditions maories et anglaises avec quelques plats contemporains.

## Cuisine pakeha
Les Pakeha sont les Néo-Zélandais d'origine européenne. La plus grande partie des Pakeha étant d'origine britannique, il est normal de trouver surtout des éléments de cuisine britannique dans leur alimentation. Les colons britanniques essayèrent autant que possible de reproduire les plats qu'ils avaient connus dans leur pays d'origine. La principale différence entre la cuisine britannique et pakeha était que la viande était beaucoup plus abondante, et ce pour toutes les classes sociales en Nouvelle-Zélande. La cuisine pakeha reste assez carnivore, quoique la consommation de viande rouge ait diminué dans les dernières décennies. Tout comme les Britanniques, les Pakeha ont beaucoup apprécié les plats sucrés ; la cuisine pakeha consiste en partie d'une grande variété de ceux-ci, que ce soient des gâteaux, des scones, des muffins et autres desserts.
Au cours des dernières décennies, les Pakeha ont découvert la cuisine ethnique, à l'origine de l'émergence d'une culture dite foodie. La majeure partie de la cuisine pakeha reste néanmoins fortement influencée par la cuisine britannique actuelle, quoique certains chefs néo-zélandais, dont Peter Gordon, aient joué un rôle majeur dans la création d'une cuisine fusion.

## Autres cuisines
Les Néo-Zélandais étant de plus en plus ethniquement divers, la plupart des immigrants essaient de reproduire leurs cuisines natives ou plats nationaux en Nouvelle-Zélande. Les restaurants ethniques servent de lieux de rencontre pour leur communauté respective et donnent une possibilité aux autres Néo-Zélandais de goûter à d'autres cuisines.